# Глоговица (Алексинац)
Глоговица је насеље у Србији у општини Алексинац у Нишавском округу. Према попису из 2022. било је 733 становника (према попису из 1991. било је 916 становника).

## Демографија
У насељу Глоговица живи 696 пунолетних становника, а просечна старост становништва износи 41,6 година (41,2 код мушкараца и 41,9 код жена). У насељу има 283 домаћинства, а просечан број чланова по домаћинству је 3,09.
Ово насеље је углавном насељено Србима (према попису из 2002. године), а у последња три пописа, примећен је пад у броју становника.
|  |

| Демографија | Демографија | Демографија |
| Година      | Становника  | Становника  |
| ----------- | ----------- | ----------- |
| 1948.       | 734         |             |
| 1953.       | 723         |             |
| 1961.       | 810         |             |
| 1971.       | 917         |             |
| 1981.       | 924         |             |
| 1991.       | 916         | 894         |
| 2002.       | 874         | 906         |

| Етнички састав према попису из 2002.‍ | Етнички састав према попису из 2002.‍ | Етнички састав према попису из 2002.‍ | Етнички састав према попису из 2002.‍ | Етнички састав према попису из 2002.‍ |
| ------------------------------------ | ------------------------------------ | ------------------------------------ | ------------------------------------ | ------------------------------------ |
|                                      |                                      |                                      |                                      |                                      |
| Срби                                 | Срби                                 |                                      | 777                                  | 88,90%                               |
| Роми                                 | Роми                                 |                                      | 72                                   | 8,23%                                |
| Македонци                            | Македонци                            |                                      | 13                                   | 1,48%                                |
| Црногорци                            | Црногорци                            |                                      | 2                                    | 0,22%                                |
| Хрвати                               | Хрвати                               |                                      | 1                                    | 0,11%                                |
| Немци                                | Немци                                |                                      | 1                                    | 0,11%                                |
| Власи                                | Власи                                |                                      | 1                                    | 0,11%                                |
| непознато                            | непознато                            |                                      | 4                                    | 0,45%                                |

| Година пописа     | 1948. | 1953. | 1961. | 1971. | 1981. | 1991. | 2002. |
| ----------------- | ----- | ----- | ----- | ----- | ----- | ----- | ----- |
| Број домаћинстава | 165   | 169   | 194   | 228   | 257   | 238   | 283   |

| Број чланова      | 1  | 2  | 3  | 4  | 5  | 6  | 7 | 8 | 9 | 10 и више | Просек |
| ----------------- | -- | -- | -- | -- | -- | -- | - | - | - | --------- | ------ |
| Број домаћинстава | 44 | 88 | 42 | 56 | 26 | 20 | 4 | 2 | 0 | 1         | 3,09   |

| Пол    | Укупно | Неожењен/Неудата | Ожењен/Удата | Удовац/Удовица | Разведен/Разведена | Непознато |
| ------ | ------ | ---------------- | ------------ | -------------- | ------------------ | --------- |
| Мушки  | 374    | 109              | 221          | 35             | 8                  | 1         |
| Женски | 346    | 63               | 220          | 55             | 7                  | 1         |
| УКУПНО | 720    | 172              | 441          | 90             | 15                 | 2         |

| Пол    | Укупно                    | Пољопривреда, лов и шумарство | Рибарство                            | Вађење руде и камена | Прерађивачка индустрија       |
| ------ | ------------------------- | ----------------------------- | ------------------------------------ | -------------------- | ----------------------------- |
| Мушки  | 203                       | 56                            | 0                                    | 6                    | 40                            |
| Женски | 94                        | 54                            | 0                                    | 0                    | 10                            |
| УКУПНО | 297                       | 110                           | 0                                    | 6                    | 50                            |
| Пол    | Производња и снабдевање   | Грађевинарство                | Трговина                             | Хотели и ресторани   | Саобраћај, складиштење и везе |
| Мушки  | 11                        | 31                            | 22                                   | 1                    | 8                             |
| Женски | 5                         | 0                             | 10                                   | 4                    | 0                             |
| УКУПНО | 16                        | 31                            | 32                                   | 5                    | 8                             |
| Пол    | Финансијско посредовање   | Некретнине                    | Државна управа и одбрана             | Образовање           | Здравствени и социјални рад   |
| Мушки  | 0                         | 0                             | 9                                    | 4                    | 1                             |
| Женски | 0                         | 1                             | 0                                    | 1                    | 3                             |
| УКУПНО | 0                         | 1                             | 9                                    | 5                    | 4                             |
| Пол    | Остале услужне активности | Приватна домаћинства          | Екстериторијалне организације и тела | Непознато            | Непознато                     |
| Мушки  | 4                         | 0                             | 0                                    | 10                   | 10                            |
| Женски | 2                         | 1                             | 0                                    | 3                    | 3                             |
| УКУПНО | 6                         | 1                             | 0                                    | 13                   | 13                            |